# Rowan Atkinson
Rowan Sebastian Atkinson CBE (Consett, 6 de janeiro de 1955) é um ator, comediante, roteirista, dublador e automobilista britânico. Ele é  mundialmente conhecido por ser o criador e intérprete do personagem Mr. Bean, protagonista da série de televisão homônima (1990–1995) e de suas adaptações para o cinema: Bean (1997) e Mr. Bean's Holiday (2007).
Atkinson também é o criador e protagonista de séries, como a ficção histórica Blackadder (1983–1989), considerada um dos melhores programas da televisão inglesa. Ele também protagonizou séries como Not the Nine O'Clock News (1979–1982), Maigret (2016) e Man vs. (2022–presente). No cinema, Atkinson é conhecido por estrelar a franquia Johnny English (2003–presente); ele também atuou em filmes como Never Say Never Again (1983), The Witches (1990), Four Weddings and a Funera (1994), Rat Race (2001), Scooby-Doo (2002) e Wonka (2023), além de ser o dublador do personagem Zazu na animação The Lion King (1994). 
Atkinson foi listado no The Observer como um dos 50 atores mais engraçados da comédia britânica em 2007, e entre os 50 melhores comediantes de todos os tempos, em uma pesquisa de 2005 com outros comediantes. Ao longo de sua carreira, ele realizou diversos trabalhos ao lado do roteirista Richard Curtis e o compositor Howard Goodall, amigos que conheceu na Oxford University Dramatic Society durante os anos 1970.

## Biografia
Atkinson nasceu em Consett, Condado de Durham, na Inglaterra, em 6 de janeiro de 1955, sendo o mais novo de quatro filhos; seus pais eram Eric Atkinson, um fazendeiro e diretor de empresas, e Ella May Bainbridge, que casaram-se em 29 de junho de 1945. Seus três irmãos mais velhos são Paul, que faleceu na infância; Rodney, um economista eurocético que perdeu por pouco a eleição para a liderança do Partido da Independência do Reino Unido em 2000; e Rupert.
Atkinson foi criado como anglicano. Ele foi educado na Durham Chorister School, uma escola preparatória, e depois na St. Bees School. Rowan e seus irmãos frequentaram o colegial ao lado do futuro primeiro-ministro Tony Blair na Durham Choristers. Depois de receber as melhores notas em ciências, ele garantiu uma vaga na Universidade de Newcastle, onde formou-se bacharel em Engenharia Elétrica e Eletrônica no ano de 1975.. Atkinson aprofundou-se brevemente em um doutorado no The Queen's College, Oxford, onde seu pai havia estudado em 1935, antes de dedicar toda o seu foco a carreira de ator. Ele se formou com um mestrado em engenharia elétrica e foi nomeado membro honorário da faculdade em 2006.
Atkinson ganhou notoriedade nacional pela primeira vez na The Oxford Revue no Festival Fringe de Edimburgo em agosto de 1976; ele já havia escrito e atuado em esquetes para shows do Etceteras - um grupo artístico formado por alunos da Experimental Theatre Club (ETC) - e para a Oxford University Dramatic Society (OUDS), onde conheceu seus amigos, o escritor Richard Curtis e o compositor Howard Goodall, com quem formaria uma parceria artística durante grande parte de sua carreira.

## Carreira

### Blackadder (1985 - 1989)
Em 1983 Rowan juntou-se com o escritor Richard Curtis para criar e apresentar a série humorística Blackadder para a BBC. Depois de assegurar por cinco anos as quatro séries, ganhou três prêmios da Academia Inglesa, um Emmy Internacional, três vezes o prêmio ACE e prêmios pessoais por sua performance. Novamente Rowan foi votado a Pessoa do Ano da BBC.
A série esteve no ar durante quatro anos com 24 episódios. Logo após a essa série, Rowan iniciou as gravações do programa e personagem que tornaria o ator popular para sempre, Mr. Bean.

### Mr. Bean (1990 - 1995)
O programa piloto do impagável Mr. Bean ganhou a Rosa de Ouro em Montreal e foi indicado a um EMMY Internacional. Subsequentemente ganhou diversos prêmios como EMMY Internacional, dois Prêmios BANFF e um Prêmio ACE por melhor comédia em 1995. O programa já foi vendido em mais de 100 países.
No topo do ranking dos shows de comédia da década na TV comercial, Rowan é produzido pela Produtora Tiger Aspect da qual também é sócio.

### Outros trabalhos

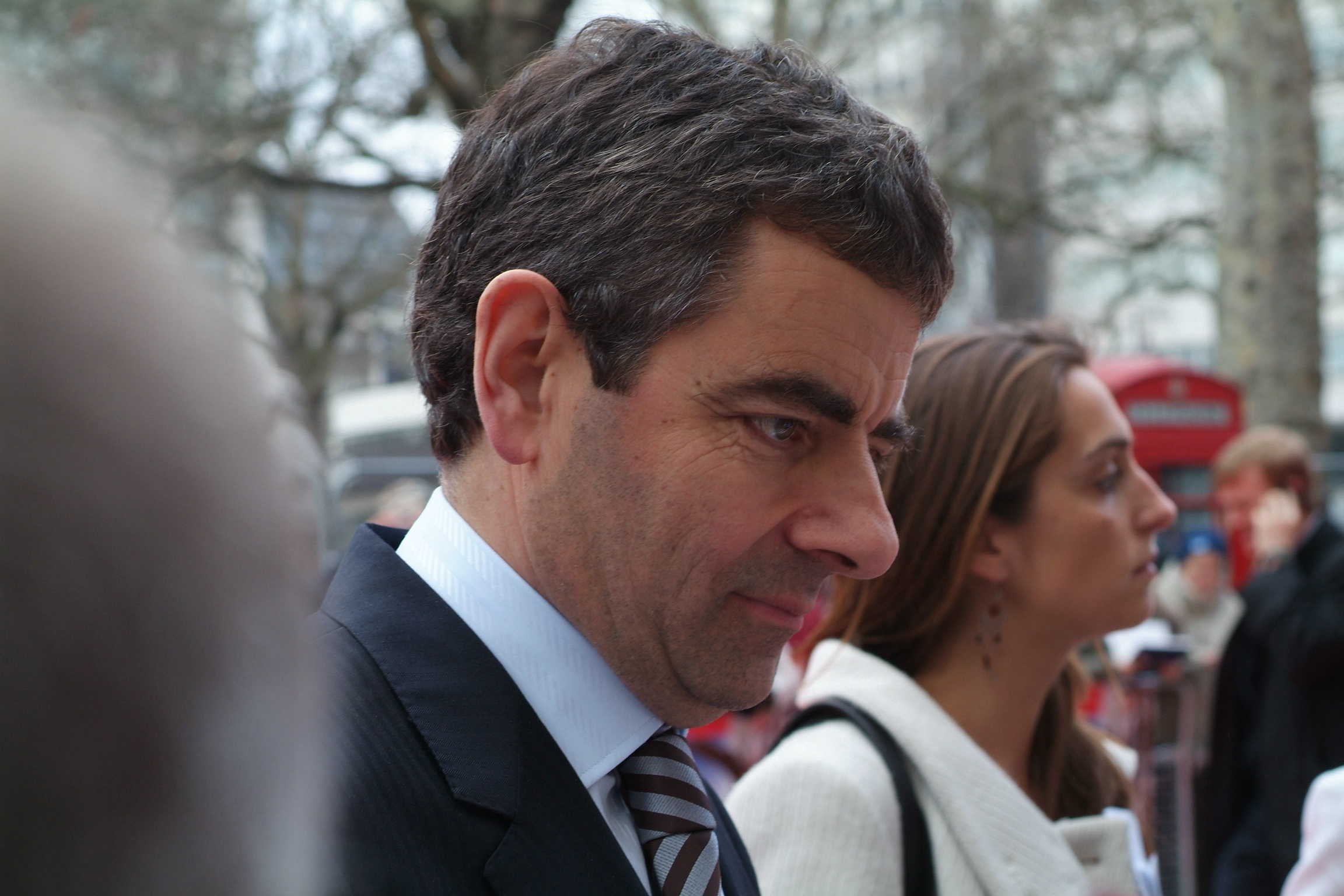
Rowan Atkinson em Londres, durante a estreia do filme Mr. Bean's Holiday (As Férias de Mr. Bean).

Rowan tem aparecido em inúmeros filmes, incluindo “Never Say Never Again” com Sean Connery, “The Tall Guy” com Jeff Goldblum, “The Witches” de Nick Roeg e “The Appointments” de Dennis Jennings para HBO o qual ganhou o Oscar em 1989 por melhor filme curta metragem.
Ele co-produziu e atuou em Bean - The Ultimate Disaster Movie (1997). Atuou também em "Quatro Casamentos e um Funeral" da Polygram em associação com a Tiger Aspect e Notting Hill.
Em 2001, Rowan apareceu como Enrico Polini no filme de comédia Rat Race, também estrelado por outros atores e comediantes famosos como Whoopi Goldberg, John Cleese e Cuba Gooding, Jr.. No ano seguinte, atuou em Scooby-Doo como Emile Mondavarious, dono do parque temático.
Entre 2002 à 2004, Mr. Bean ganhou vida novamente, desta vez na animação Mr. Bean: A Série Animada. O próprio Rowan dublou o personagem. Foram produzidos 52 episódios.
Em 2003, no filme Johnny English (que parodia as aventuras de James Bond, O 007), filmado na França e Inglaterra atuou no papel do agente secreto que dá título ao filme, escalado para acabar com a farsa do empresário francês Pascal Sauvage (John Malkovich).
Em 2007, filma As Férias de Mr. Bean, na região Francesa de Cannes (durante o próprio festival de Cannes), onde viaja de Londres a Cannes passando por inusitados problemas e aventuras.
Em 2011, anuncia que não vai encarnar o personagem. Aos 56 anos, o comediante afirmou estar velho demais para continuar com o papel do britânico lerdo, trapalhão e maniático. Por isso, está aposentando o personagem que o consagrou e o tornou famoso em todo o mundo. Segundo o jornal britânico Daily Mail, o ator declarou que "Bean é uma criança em corpo de adulto. Mas eu envelheci", disse.

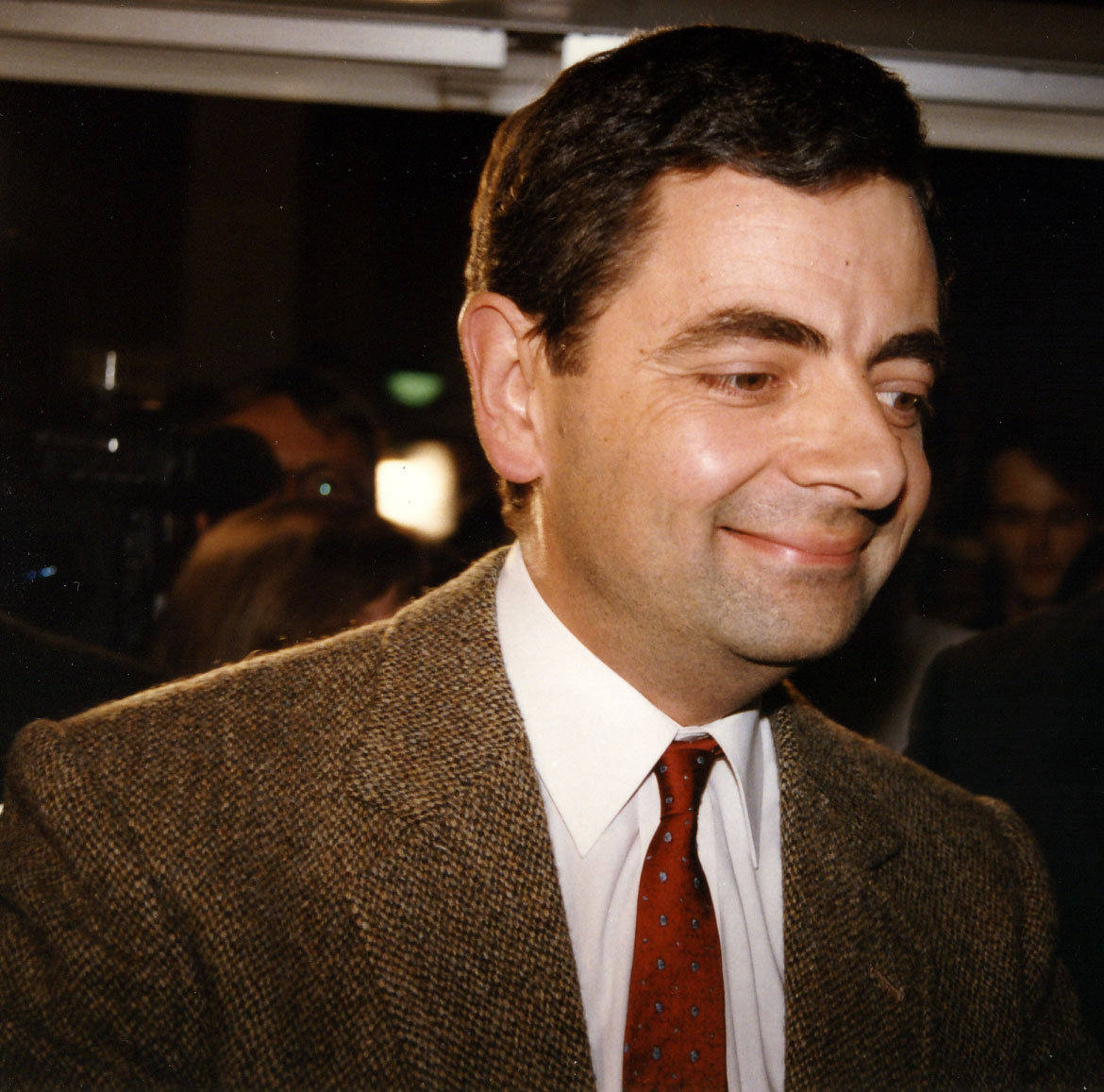
Rowan Atkinson em 1997, durante uma turnê de apresentação do filme Bean.

Mr. Bean deu nome a uma série de TV que começou a ser exibida em 1990 e durou cinco anos (no auge da série, os episódios eram vistos por até 18 milhões de pessoas). O personagem, então, passou a protagonizar filmes de grande sucesso. Estima-se que Mr. Bean - O Filme (1997) e As Férias de Mr. Bean (2007) tenham dado ao ator o lucro equivalente a US$ 1,2 bilhão.
Rowan participou da Cerimônia de abertura dos Jogos Olímpicos de Verão de 2012 com o seu famoso personagem, Mr. Bean. O personagem tocou com a orquestra, mas atrapalhou os outros músicos com seu smartphone. Em certo ponto, o personagem cochilou e teve um sonho (exibido no telão) onde parodiava a clássica cena da maratona do filme Chariots of Fire, com direito a música-tema do filme. 
Em 2016 foram produzidos mais 52 episódios da série animada de Mr. Bean e Rowan Atkinson voltou a dar voz ao personagem.
No final de 2017, foi confirmado um terceiro filme da série "Johnny English" com estreia para o segundo semestre de 2018.

## Estilo cômico
Mais conhecido pelo uso do pastelão em seu personagem Mr. Bean, os outros personagens de Atkinson dependem mais da linguagem. Atkinson frequentemente interpreta figuras de autoridade (especialmente padres ou vigários) falando falas absurdas com uma uma interpretação completamente deadpan. O jornalista Anwar Brett descreve: "Embora sua sagacidade impassível esteja em evidência enquanto ele fala, Atkinson — amado por Blackadder tanto quanto pelos fãs de Bean — leva sua comédia muito a sério". Sobre sua habilidade de manter seu foco no set durante momentos cômicos, o diretor de Oliver Parker comentou: "Há uma cena em que Johnny English está em uma reunião subindo e descendo em uma cadeira de escritório. O foco de Rowan é surpreendente naquela cena, porque todo mundo — ele não tinha percebido — estava tendo que se conter, e quando eu disse 'corta!' houve uma explosão de risos".
O estilo de humor visual de Atkinson, que chegou a ser comparado ao de Buster Keaton, o diferencia da maioria dos comediantes modernos de televisão e cinema, que dependem fortemente do diálogo, bem como do stand-up comedy, que é baseado principalmente em monólogos. Esse talento para a comédia visual levou Atkinson a ser chamado de "o homem com o rosto de borracha".

## Influências
As primeiras influências de Atkinson na comédia foram a trupe de esquetes cômicas Beyond the Fringe, composta por Peter Cook, Dudley Moore, Jonathan Miller e Alan Bennett, grandes figuras da sátira britânica dos anos 1960, e depois o grupo Monty Python. Ele continuou a ser influenciado pelo trabalho de John Cleese, um dos integrantes do Monty Python, considerando-o uma grande inspiração, afirmando: "Acho que ele e eu somos bem diferentes em nosso estilo e abordagem, mas certamente era a comédia que eu gostava de assistir. Ele era muito físico". Ele também foi influenciado por Peter Sellers, cujos personagens Hrundi Bakshi de The Party (1968) e o Inspetor Clouseau dos filmes The Pink Panther influenciaram os personagens seus personagens, Mr. Bean e Johnny English.
Sobre a personagem Dame Edna Everage, interpretada pelo comediante Barry Humphries, ele afirmou: "Eu amei esse personagem. É o verniz de respeitabilidade disfarçando o preconceito suburbano de uma natureza realmente muito cruel e desdenhosa". Dos comediantes visuais, Atkinson considera Charlie Chaplin, Buster Keaton e Harold Lloyd como suas influências. Ele também foi inspirado pelo comediante francês Jacques Tati, afirmando: "Eu me lembro de ter visto 
Les Vacances de monsieur Hulot quando tinha 17 anos e  foi uma grande inspiração. Ele abriu a janela para um mundo que eu nunca tinha visto antes e eu gostei disso".

## Vida pessoal

### Casamento e filhos

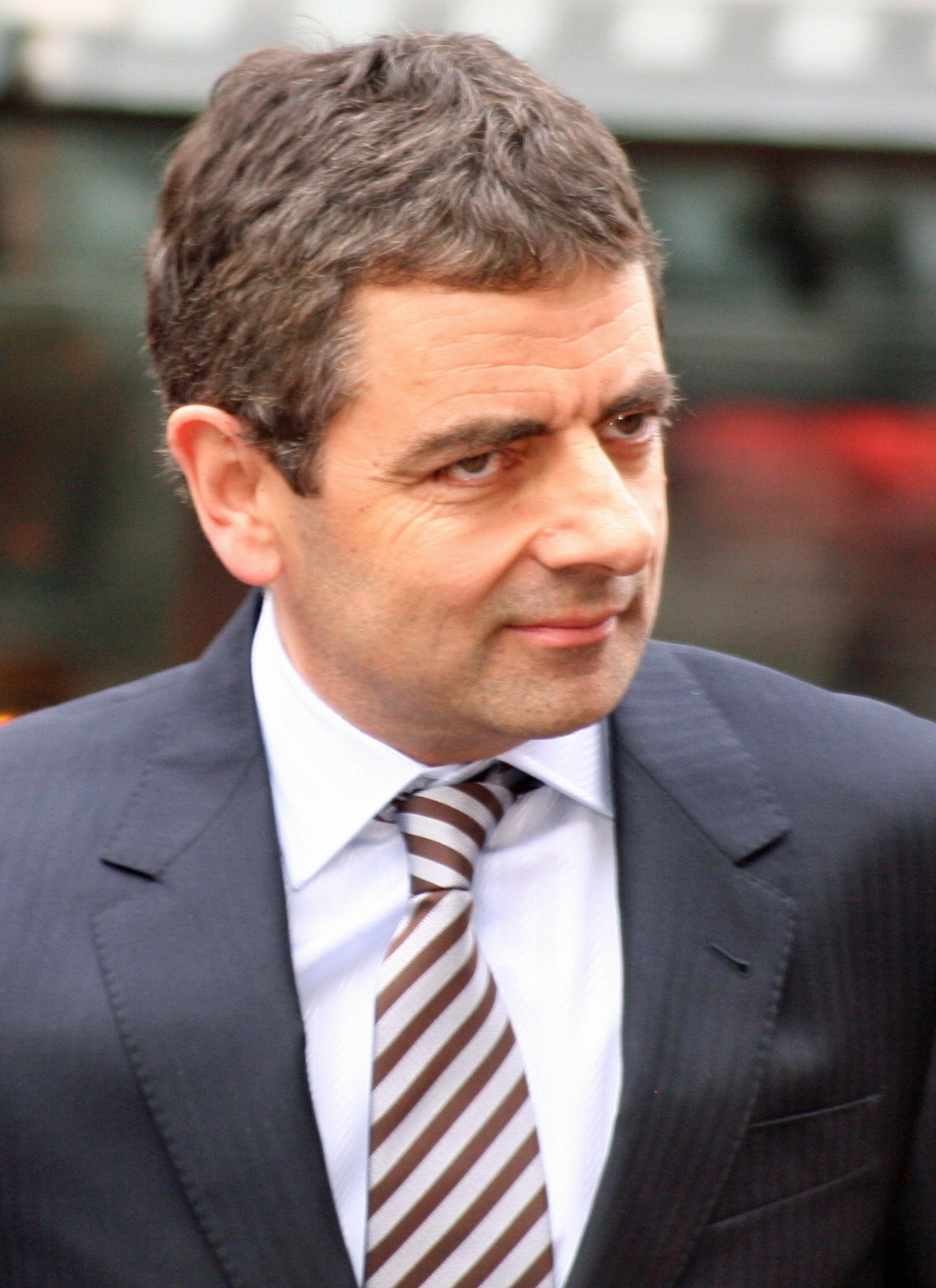
Atkinson na estreia de Mr. Bean's Holiday na Leicester Square em Londres (2007).

Atkinson casou-se com a maquiadora Sunetra Sastry, filha de um pai indiano e mãe britânica, no final da década de 1980. Da união nasceram dois filhos: Benjamin Alexander Sebastian (nascido em 1993) e Lily Sastry (nascida em 1995).
Em 2013, aos 58 anos, Atkinson iniciou um relacionamento com a comediante Louise Ford, de 32 anos; os dois se conheceram enquanto atuavam em uma peça juntos. Ford terminou seu relacionamento com o comediante James Acaster para ficar com Atkinson, que por sua vez se separou de sua esposa em 2014, divorciando-se dela em 2015. Eles tem uma filha juntos, Isla May (nascida em dezembro de 2017).

### Paixão por carros
Atkinson é um grande fã de automobilismo. Ele possui uma licença para dirigir caminhões, na categoria C+E, obtida em 1981, pois segundo ele, os caminhões o fascinavam e para garantir um emprego enquanto ainda não era um ator profissional. Essa habilidade foi particularmente útil para ele ao filmar sequências cômicas.
Em 1991, ele estrelou uma série de esquetes que ele mesmo escreveu chamada The Driven Man, na qual ele dirige por Londres e busca curar sua obsessão por carros, debatendo o assunto com taxistas, policiais, vendedores de carros usados e psicoterapeutas.
Entusiasta do automobilismo, ele interpretou o piloto inglês Tim Birkin no telefilme Full Throttle em 1995. De 1997 a 2015, ele foi dono de um raro McLaren F1. Em outubro de 1999, ele colidiu com um Austin Metro no vilarejo de Cabus, em  Lancashire. Sua paixão por carros esportivos quase lhe custou a vida novamente em agosto de 2011, quando seu McLaren F1 pegou fogo ao bater contra uma árvore. Dada a raridade deste automóvel e o seu elevado valor, a seguradora concordou em repará-lo. O carro foi reparado na fábrica do fabricante em Woking, e o Atkinson recuperou o seu carro em 2013, cerca de 18 meses após o acidente, a um custo estimado de um milhão de euros, tornando-o (£ 910.000), o então maior pagamento de seguro para reparações de automóveis na Grã-Bretanha. Em 2015, Atkinson colocou o seu McLaren F1 à venda através do corretora londrina Taylor & Crawley, que encontrou um comprador por 8 milhões de libras esterlinas (10,7 milhões de euros).
Em julho de 2001, ele bateu seu Aston Martin durante uma competição organizada pelo Aston Martin Owners Club no Croft Racing Circuit em Darlington, da qual saiu ileso. Ele já teve um Honda NSX, um Audi A8, um Škoda Superb e um Honda Civic Hybrid. Atkinson também já participou de diversas corridas, dirigindo vários carros, incluindo um Renault 5 GT Turbo por duas temporadas da Renault Clio Cup. Ele é um grande amigo do piloto Lewis Hamilton, heptacampeão mundial de Fórmula 1.

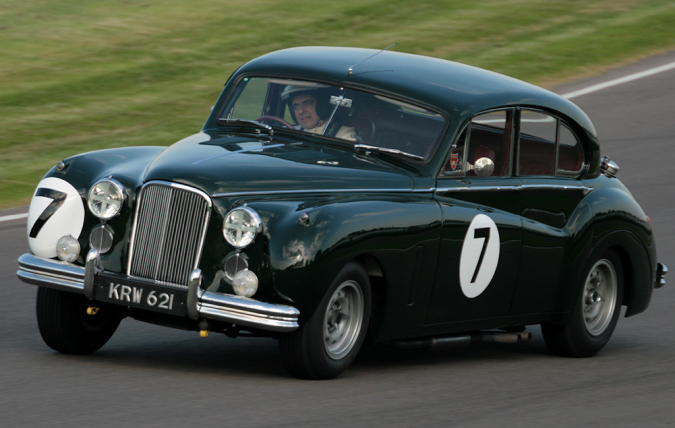
Atkinson correndo em um Jaguar Mark VII no festival de automobilismo Goodwood Revival na Inglaterra em 2009

O político conservador britânico Alan Clark, um entusiasta de carros antigos, relembrou em suas memórias (Alan Clark Diaries) seu encontro inoportuno com um homem que ele mais tarde descobriu ser Atkinson enquanto dirigia por Oxfordshire em maio de 1984: "Logo depois de sair da rodovia, notei um Aston Martin vermelho escuro estacionado na conexão da pista com o capô aberto, um homem descontente inclinado sobre o motor. Pedi a Jane (esposa de Alan) que recuasse e caminhei em direção ao homem. Ver um BV8 em mau estado é sempre uma boa oportunidade para se gabar". Alan Clark então conta que deu uma carona a Rowan Atkinson em seu Rolls-Royce e o deixou na cabine telefônica mais próxima, mas ficou desapontado com a reação irritante do comediante quando soube que Alan Clark o havia reconhecido, observando que ele "não o fez brilhar, o que foi bastante decepcionante e insignificante".
Um carro que Atkinson disse que jamais possuirá é um Porsche: "Tenho um problema com Porsches. Eles são carros maravilhosos, mas sei que nunca conseguiria viver com um. De alguma forma, as pessoas que dirigem Porsches – e não lhes desejo mal – não são...eu diria, o meu tipo de pessoa."
Em julho de 2011, Atkinson participou do programa Top Gear, dirigindo o Kia Cee'd na pista em 1:42.2, o que na época lhe garantiu o primeiro lugar na tabela de classificação; posteriormente, apenas Matt LeBlanc estabeleceu um recorde mais rápido.
Um relatório de fevereiro de 2024 da Câmara dos Lordes culpou parcialmente Atkinson pelas vendas fracas de carros elétricos no Reino Unido ao "prejudicar" a percepção do público sobre os veículos. O relatório criticou um artigo de Atkinson publicado em junho de 2023 no The Guardian, que, como um dos primeiros a adotar veículos elétricos, descreveu os EVs como "rápidos, silenciosos e, até bastante fáceis de operar, mas sobrecarregados por problemas na bateria e crenças enganosas sobre seu impacto no meio ambiente".

### Incidente de avião
Em março de 2001, Atkinson viajava de férias com a família pelo Quênia, quando o piloto do avião em que estavam desmaiou. O ator, que nunca havia pilotado antes, assumiu o comando da aeronave, que estava a cerca de 5 mil metros sobre a área, e conseguiu estabilizá-la. Antes que Rowan tivesse que arriscar uma aterrissagem de emergência, Sunetra conseguiu reanimar o piloto com água e palmadas no rosto.

### Ideologia política
Atkinson é conhecido por ser um extremo defensor da liberdade de expressão e já se considerou contra o uso do politicamente correto no humor.
Em junho de 2005, Atkinson liderou uma coalizão dos atores e escritores mais proeminentes do Reino Unido, incluindo Nicholas Hytner, Stephen Fry e Ian McEwan, ao Parlamento Britânico, para exigir que revisassem o polêmico Projeto de Lei de Ódio Racial e Religioso, que daria um enorme poder aos grupos religiosos para impor censura às artes.
Em 2009, ele se opôs contra um discurso homofóbico feito pela legislação, afirmando que a Câmara dos Lordes deveria votar contra uma tentativa do governo de remover uma cláusula de liberdade de expressão em uma lei de ódio anti-gay. Atkinson se opôs à Lei de Crime Organizado e Polícia Grave de 2005 para proibir a incitação ao ódio religioso, argumentando que "a liberdade de criticar ideias - quaisquer ideias, mesmo que sejam crenças sinceramente mantidas - é uma das liberdades fundamentais da sociedade. E a lei que tenta dizer que você pode criticar ou ridicularizar ideias, desde que não sejam ideias religiosas, é uma lei muito peculiar".
Em 2018, Atkinson defendeu os comentários polêmicos feitos por Boris Johnson sobre o uso da burca, que foram criticados como islamofóbicos, e pelos quais Johnson mais tarde se desculpou. Atkinson escreveu ao The Times afirmando: "como beneficiário vitalício da liberdade de fazer piadas sobre religião, acho que a piada de Boris Johnson sobre os usuários da burca se assemelharem a caixas de correio é muito boa". O comentário de Atkinson foi condenado por seus ex-colegas e fãs.
Em janeiro de 2021, Atkinson criticou a ascensão da cultura do cancelamento, dizendo: "É importante que sejamos expostos a um amplo espectro de opiniões, mas o que temos agora é o equivalente digital da multidão medieval, vagando pelas ruas procurando alguém para queimar. O problema que temos online é que um algoritmo decide o que queremos ver, o que acaba criando uma visão simplista e binária da sociedade. Torna-se um caso de ou você está conosco ou contra nós. E se você está contra nós, você merece ser 'cancelado'".

## Filmografia

### Cinema
| Ano  | Título                              | Papel                       | Notas                                             |
| ---- | ----------------------------------- | --------------------------- | ------------------------------------------------- |
| 1982 | Fundamental Frolics                 | Ele mesmo                   | Curta-metragem                                    |
| 1983 | Dead on Time                        | Bernard Fripp               | Curta-metragem                                    |
| 1983 | Never Say Never Again               | Nigel Small-Fawcett         |                                                   |
| 1988 | The Appointments of Dennis Jennings | Dr. Schooner                | Curta-metragem                                    |
| 1989 | The Tall Guy                        | Ron Anderson                |                                                   |
| 1990 | The Witches                         | Sr. Stringer                |                                                   |
| 1993 | Hot Shots! Part Deux                | Dexter Hayman               |                                                   |
| 1994 | Four Weddings and a Funeral         | Padre Gerald                |                                                   |
| 1994 | The Lion King                       | Zazu                        | Voz                                               |
| 1997 | Bean                                | Mr. Bean                    | Também produtor executivo                         |
| 2000 | Maybe Baby                          | Sr. James                   |                                                   |
| 2001 | Rat Race                            | Enrico Pollini              |                                                   |
| 2002 | Scooby-Doo                          | Emile Mondavarious          |                                                   |
| 2003 | Johnny English                      | Johnny English              | Nomeado — Prêmio Europeu de Melhor Ator de Cinema |
| 2003 | Love Actually                       | Rufus                       |                                                   |
| 2005 | Keeping Mum                         | Reverendo Walter Goodfellow |                                                   |
| 2007 | Mr. Bean's Holiday                  | Mr. Bean                    |                                                   |
| 2011 | Johnny English Reborn               | Johnny English              |                                                   |
| 2017 | Top Funny Comedian: The Movie       | Mr. Bean                    |                                                   |
| 2018 | Johnny English Strikes Again        | Johnny English              | Também produtor                                   |
| 2023 | Wonka                               | Padre Julius                |                                                   |

### Televisão
| Ano           | Título                                                     | Papel                                                    | Notas                                 |
| ------------- | ---------------------------------------------------------- | -------------------------------------------------------- | ------------------------------------- |
| 1979          | Canned Laughter                                            | Robert Box                                               | Episódio: "Piloto"; Também roteirista |
| 1979          | The Secret Policeman's Ball                                | Ele mesmo                                                | Especial de TV                        |
| 1979–1982     | Not the Nine O'Clock News                                  | Vários personagens                                       | Também roteirista                     |
| 1980          | Peter Cook & Co                                            | Vários personagens                                       | Especial de TV                        |
| 1980          | The Innes Book of Records                                  |                                                          | 1 episódio                            |
| 1981          | The Secret Policeman's Other Ball                          | Vários personagens                                       | Especial de TV                        |
| 1983          | Blackadder                                                 | Príncipe Edmund Blackadder                               | Também criador, roterista e diretor   |
| 1986          | Blackadder II                                              | Edmund, Lorde Blackadder                                 | 6 episódios                           |
| 1986          | Saturday Live                                              | Ele mesmo (Apresentador)                                 | 1 episódio                            |
| 1987          | Blackadder the Third                                       | Edmund Blackadder                                        |                                       |
| 1988          | Blackadder: The Cavalier Years                             | Sir Edmund Blackadder                                    | Curta-metragem                        |
| 1988          | Blackadder's Christmas Carol                               | Ebenezer Blackadder                                      | Especial de TV                        |
| 1989          | Blackadder Goes Forth                                      | Capitão Edmund Blackadder                                |                                       |
| 1990–1995     | Mr. Bean                                                   | Mr. Bean                                                 | Também criador e roteirista           |
| 1991          | Bernard and the Genie                                      | Chefe de Bernard                                         | Telefilme                             |
| 1991          | The Driven Man                                             | Ele mesmo                                                | Documentário; Também roteirista       |
| 1992          | Rowan Atkinson Live                                        | Ele mesmo                                                | Especial de TV; Também roteirista     |
| 1992          | Funny Business                                             | Kevin / Narrador                                         | Também roteirista                     |
| 1992          | A Bit of Fry & Laurie                                      | Guest                                                    | 1 episódio                            |
| 1992          | Laughing Matters                                           | Ele mesmo (Apresentandor)                                | Documentário                          |
| 1995–1996     | The Thin Blue Line (série de televisão)                    | Inspetor Raymond Fowler                                  |                                       |
| 1999          | Blackadder: Back & Forth                                   | Lorde Blackadder / Rei Edmund III / Centurião Blaccadius | Telefilme                             |
| 1999          | Doctor Who: The Curse of Fatal Death                       | The Doctor                                               | Especial de TV                        |
| 2001          | Popsters                                                   | Nasty Neville                                            | Curta-metragem                        |
| 2002–2004     | Mr. Bean: The Animated Series                              | Mr. Bean                                                 | Voz; Também produtor executivo        |
| 2003          | Lying to Michael Jackson                                   | Martin Bashir                                            | Curta-metragem                        |
| 2005          | Spider-Plant Man                                           | Peter Piper / Spider-Plant Man                           | Curta-metragem                        |
| 2010          | Bondi Rescue                                               | Mr. Bean                                                 | 1 episódio                            |
| 2012          | Cerimônia de abertura dos Jogos Olímpicos de Verão de 2012 | Mr. Bean                                                 | Especial de TV                        |
| 2013          | Live from Lambeth Palace sketches                          | Arcebispo da Cantuária                                   | Especial de TV                        |
| 2015          | Horrible Histories                                         | Henrique VIII de Inglaterra                              | 1 episódio                            |
| 2015–presente | Mr. Bean: The Animated Series                              | Mr. Bean                                                 | Voz; Também produtor executivo        |
| 2016–presente | Maigret                                                    | Jules Maigret                                            |                                       |
| 2017          | Red Nose Day Actually                                      | Rufus                                                    | Curta-metragem                        |

### Comerciais
| Ano       | Marca              | Personagem           |
| --------- | ------------------ | -------------------- |
| 1980      | Kronenbourg 1664   | Oficial da alfândega |
| 1983      | Appletiser         | Pescador             |
| 1989      | Give Blood         | Doutor               |
| 1991–1997 | Barclaycard        | Richard Latham       |
| 1994      | REMA 1000          | Mr. Bean             |
| 1997      | M&M's              | Mr. Bean             |
| 1999      | Nissan Almera Tino | Mr. Bean             |
| 2014      | Snickers           | Mr. Bean             |
| 2018      | Etisalat           | Agente Um            |

### Videoclipes
| Ano  | Título                 | Artista         | Papel     |
| ---- | ---------------------- | --------------- | --------- |
| 1990 | "I Want to be elected" | Bruce Dickinson | Mr. Bean  |
| 1997 | "Picture of You"       | Boyzone         | Mr. Bean  |
| 2018 | "Moves"                | Olly Murs       | Bartender |

## Teatro
| Ano  | Título                         | Personagem            |
| ---- | ------------------------------ | --------------------- |
| 1981 | Rowan Atkinson in Revue        | Vários personagens    |
| 1981 | Rowan Atkinson in New Revue    | Vários personagens    |
| 1984 | The Nerd                       | Willum Cubbert        |
| 1986 | Rowan Atkinson at the Atkinson | Vários personagens    |
| 1988 | The Sneeze                     | Vários personagens    |
| 2009 | Oliver!                        | Fagin                 |
| 2013 | Quartermaine's Terms           | St. John Quartermaine |